# Principio de justicia universal
La justicia universal, principio de universalidad o jurisdicción universal es uno de los principios de aplicación extraterritorial de la ley, incluyendo la ley penal, junto con el principio de personalidad o de nacionalidad y el principio real, de protección o de defensa. Este principio no es reconocido por todos los países, por ejemplo Estados Unidos, Rusia y China.

## Objetivos de este principio
El principio de justicia universal trata de evitar la impunidad de los crímenes cometidos contra la humanidad. Ante estos delitos, cada Estado, como integrante de la Comunidad Internacional y con el objetivo de protegerla debe proceder a juzgar a todo delincuente que detenga en su territorio, cualquiera que sea su nacionalidad y el lugar de ejecución del delito, como ocurre, por ejemplo, con cualquier violación de los derechos humanos. 
Este principio se basa en delitos de ámbito internacional o universal que atacan las leyes que protegen la vida incluyendo a la Comunidad Internacional. Si la definición de estos delitos procede de Tratados Internacionales que ni excluyen ni obligan a la aplicación de este principio, considerando que es facultad del Estado preverlo o no en su legislación interna en los casos, situaciones o condiciones en los que no estén siendo aplicados los Tratados Internacionales o Universales, el principio de justicia universal, tal y como aquí está redactado es susceptible de ser violado.

## Aplicación efectiva
El Principio de Justicia Universal ha encontrado su aplicación efectiva en varios Tribunales. En España la aplicación de dicho principio ha dado lugar a procesos judiciales por crímenes de genocidio, terrorismo y torturas cometidos en Argentina (previamente al Caso Simón), Chile, Guatemala y El Salvador, y, a su vez, está siendo utilizado por la Cámara de Apelaciones en lo Criminal Federal de la República Argentina en una querella seguida al Reino de España por crímenes de lesa humanidad durante el franquismo.
La sentencia de 11 de julio de 1996 de la Corte Internacional de Justicia, en el caso Bosnia–Herzegovina vs. República Federal de Yugoslavia (Serbia y Montenegro), reconoció expresamente el derecho de los Estados a ejercer la jurisdicción universal en materia de genocidio: no existen límites temporales para la aplicación de la Convención para la Prevención y la Sanción del Delito de Genocidio y para el ejercicio de su jurisdicción en virtud de dicha Convención, si no existen reservas formuladas a este respecto.
En cuanto al alcance y aplicación de la justicia universal, la Comisión Jurídica de la Asamblea de las Naciones Unidas, examinó el tema en 2016, donde "varias delegaciones destacaron que el principio debe aplicarse de conformidad con la Carta de las Naciones Unidas y las normas jurídicas internacionales, incluida la igualdad soberana de los Estados, la integridad territorial y la no injerencia en los asuntos internos de los Estados. También se hizo hincapié en la necesidad de evitar la aplicación arbitraria o selectiva del principio para evitar su manipulación o explotación política... algunas delegaciones afirmaron que la responsabilidad primordial de investigar y procesar los delitos internacionales graves debería recaer en el Estado de territorialidad (Cita textual Informe A / 71/100 ) Se puede observar que aún no hay consenso a nivel internacional sobre la aplicación efectiva de este principio y la prevalencia del principio pacta sunt servanda para su aplicación.
En 2023, la Fundación Clooney para la Justicia presentó una denuncia en Argentina para investigar crímenes de lesa humanidad cometidos en Venezuela en base a la falta de independencia judicial en el país. En junio de 2024, familiares de manifestantes asesinados durante las protestas en Venezuela de 2014 ofrecieron declaraciones ante trbunales argentinos por la causa abierta.